# Margaromma namukana
Margaromma namukana là một loài nhện trong họ Salticidae.
Loài này thuộc chi Margaromma. Margaromma namukana được Carl Friedrich Roewer miêu tả năm 1944.